# Collerotondo
Collerotondo (o Monterotondo) è una montagna dell'Appennino abruzzese, nel territorio del comune di Scanno (provincia dell'Aquila) facente parte del gruppo montuoso della Montagna Grande, sovrastante il paese ad ovest. 
L'importanza del monte è non solo turistico-sciistica, ma anche per la biodiversità della fauna e della flora.

## Flora
- Ginepro nano
- Faggio
- Acero Montano
- Sorbo montano
- Pino silvestre
- Pinus nigra
- Abete bianco
- Abete rosso
- Funghi
- Licheni
- Diverse latifoglie

## Fauna

### Mammiferi
- Moscardini
- Gatti selvatici
- Arvicole
- Orsi marsicani
- Linci
- Volpi
- Cervi
- Caprioli
- Camosci

### Rettili
- Lucertole
- Ramarro

### Uccelli
- Grifoni
- Falchi
- Civette
- Barbagianni
- Aquile
- Allocchi
- Gufi

## Monumenti e luoghi d'interesse
- La Chiesetta degli Alpini
- Un panorama sulla valle nei pressi della chiesetta degli alpini
- Uno stazzo sempre nei pressi della chiesetta
- Vari sentieri che si dipartono dallo stazzo e dall'impianto a monte di seggiovia
- Oasi faunistica dei cervi[1]

## Sport
- Sci
- Trekking